# 默罕默德·易卜拉欣·巴斯坦尼·帕里奇
默罕默德·易卜拉欣·巴斯坦尼·帕里奇（Mohammad Ebrahim Bastani Parizi，1924年12月12日—2014年3月25日），一译巴斯塔尼·帕里奇、巴斯坦尼•帕利兹等，是一名伊朗的历史学家和作家，他撰写了超过五十部作品，绝大多数都是关于伊朗史。他出生于克尔曼。
2014年，他因病逝于德黑兰，享年89岁。